# Stipeae (Clade IV C)
Stipeae (Clade IV C) è una denominazione provvisoria per una sottotribù di piante angiosperme monocotiledoni appartenente alla famiglia Poaceae (o Gramineae, nom. cons.).

## Descrizione

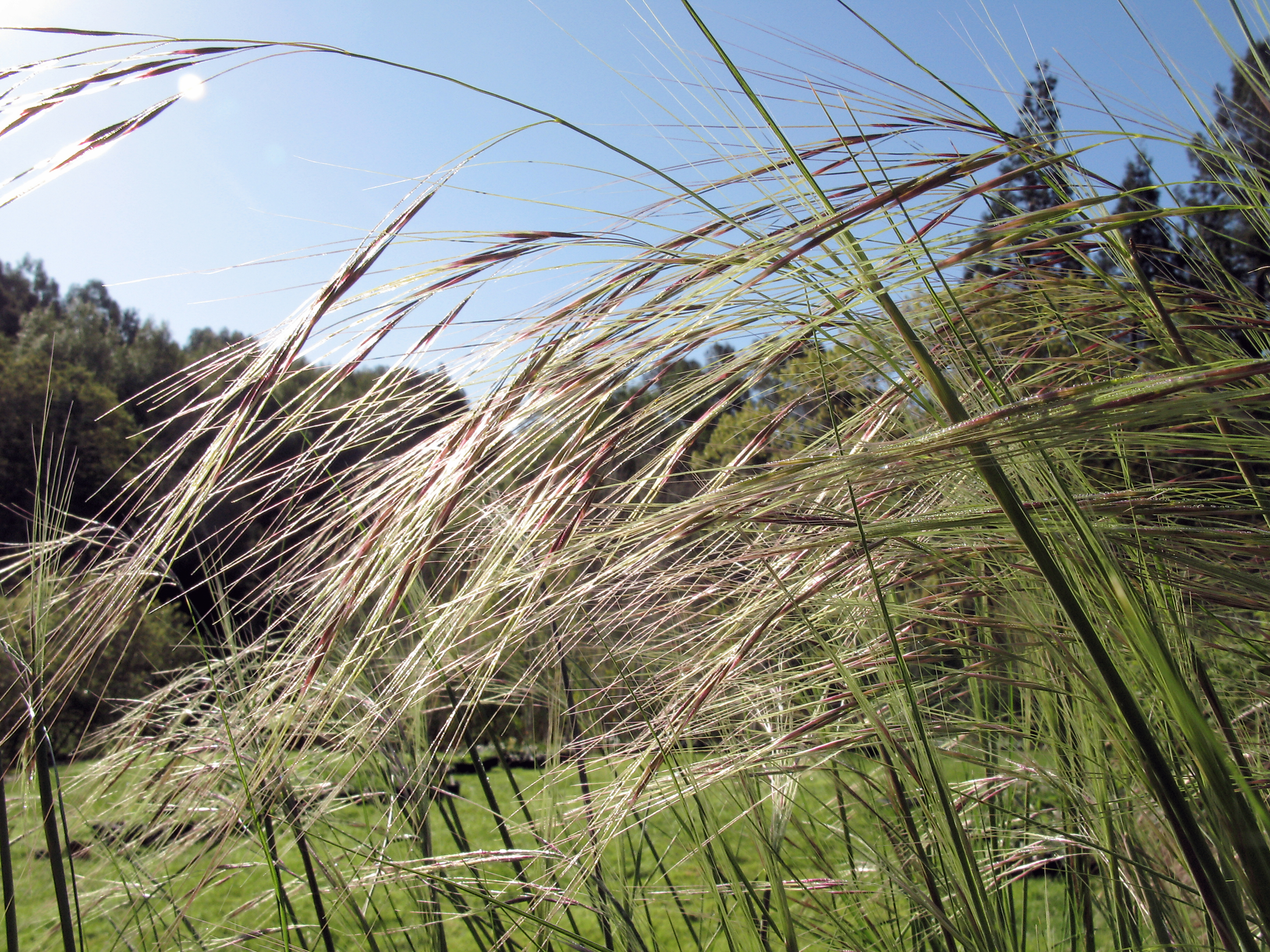
Il portamento
Nassella cernua

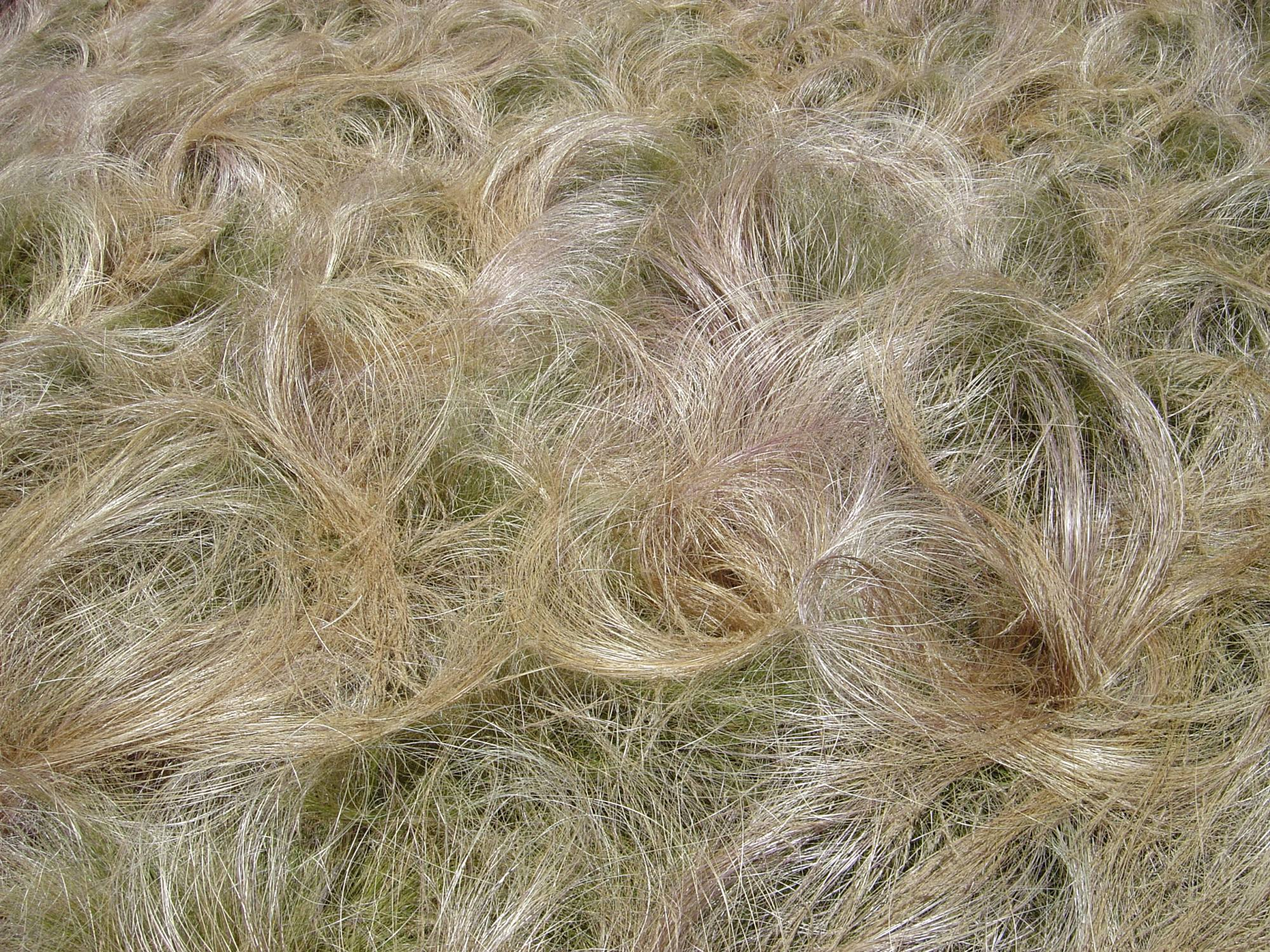
Le foglie filiformi
Nassella laevissima

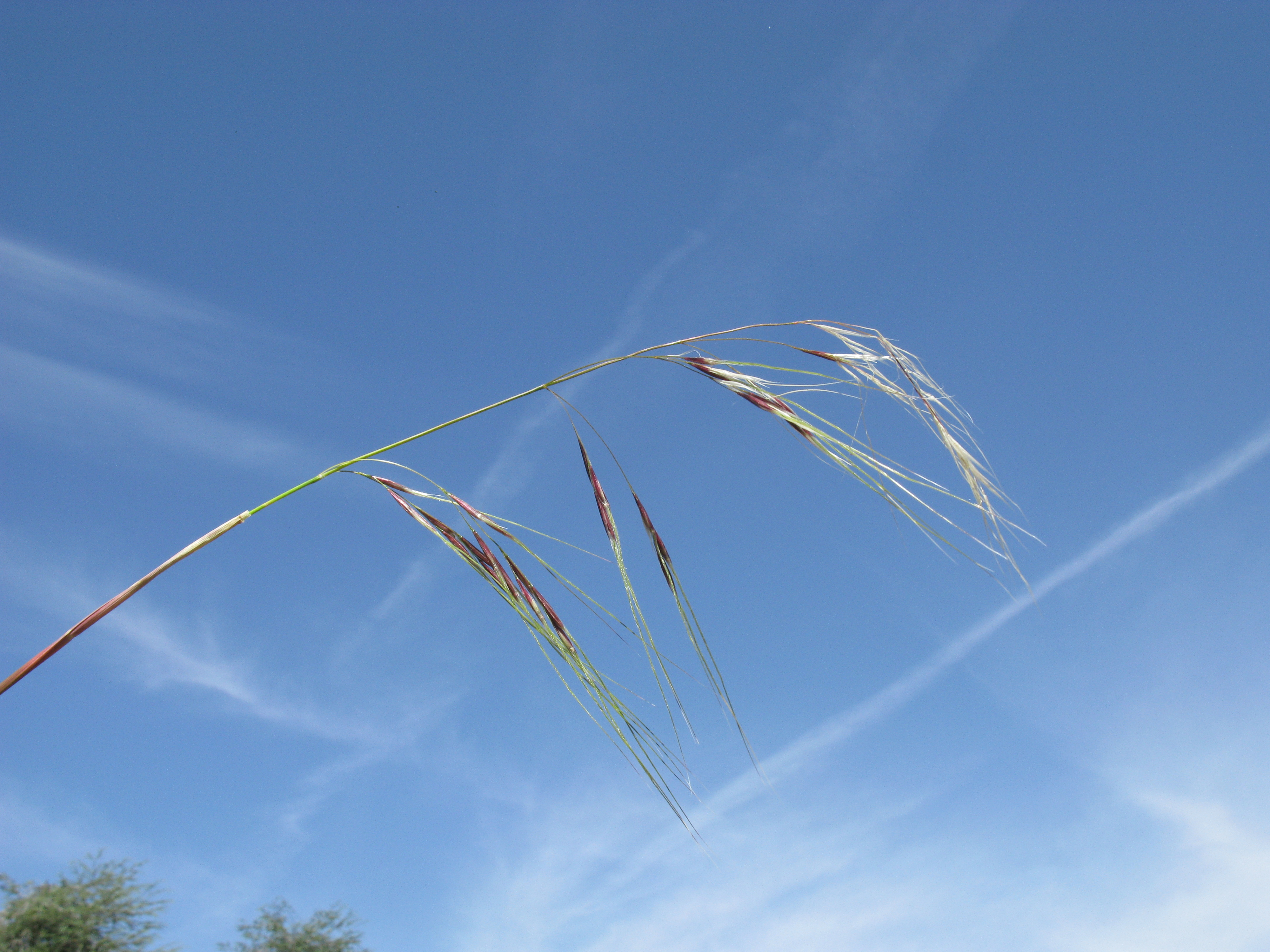
Infiorescenza
Nassella neesiana

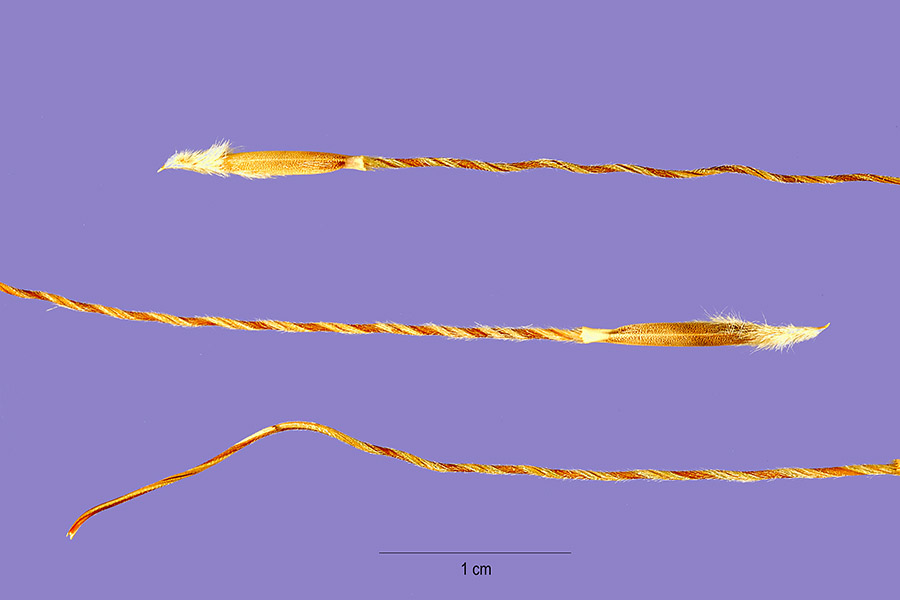
I fiori
Nassella leucotricha

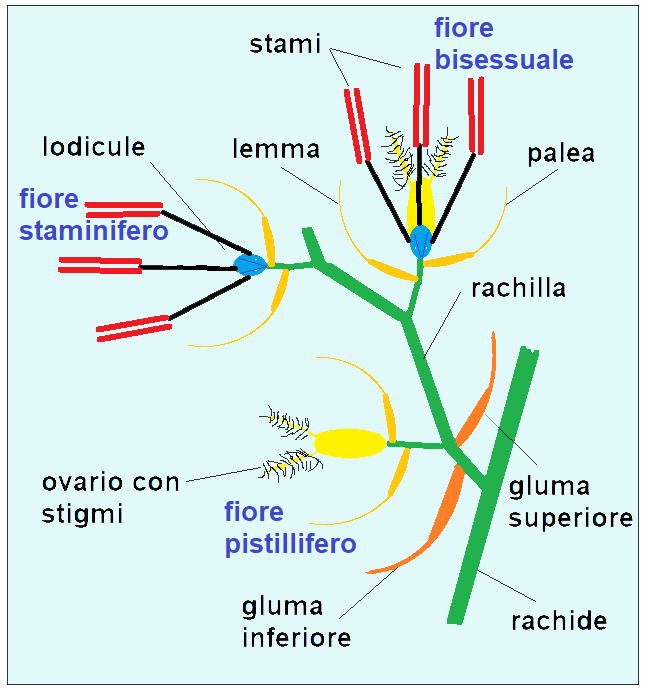
Spighetta generica con tre fiori diversi

- Il portamento delle specie di questo gruppo è cespitoso perenne. Alcune specie hanno dei rizomi nodosi. I culmi sono eretti, cavi a sezione più o meno rotonda. In queste piante non sono presenti i micropeli.[1][2][3][4][5][6][7]
- Le foglie lungo il culmo sono disposte in modo alterno, sono distiche e si originano dai vari nodi. Sono composte da una guaina, una ligula e una lamina. Le venature sono parallelinervie. Non sono presenti i pseudopiccioli e, nell'epidermide delle foglia, le papille.
  - Guaina: la guaina è abbracciante il fusto e priva di auricole.
  - Ligula: la ligula è membranosa e a volte cigliata. Dimensione della ligula: 2 mm.
  - Lamina: la lamina ha delle forme generalmente lineari o filiformi (1 mm) a volte incurvate; la consistenza può essere rigida, oppure sono arricciate e appuntite.
- Infiorescenza principale (sinfiorescenza o semplicemente spiga): le infiorescenze, ascellari e terminali, in genere sono ramificate e sono formate da alcune spighette appressate ed hanno la forma di una pannocchia aperta o contratta. La fillotassi dell'inflorescenza inizialmente è a due livelli, anche se le successive ramificazioni la fa apparire a spirale.
- Infiorescenza secondaria (o spighetta): le spighette, con forme obovoidali o fusiformi, sottese da due brattee distiche e strettamente sovrapposte chiamate glume (inferiore e superiore), sono formate da un fiore. Possono essere presenti dei fiori sterili; in questo caso sono in posizione distale rispetto a quelli fertili. Alla base di ogni fiore sono presenti due brattee: la palea e il lemma. La disarticolazione avviene con la rottura della rachilla tra i fiori o sopra le glume persistenti. In Amelichloa le spighette possono essere cleistogamiche.
  - Glume: le glume sono più lunghe (ma a volte in Jarava sono più corte) dei fiori e terminano con apici acuti lesiniformi e un po' divergenti. Dimensione della glume: 5 – 7 mm.
  - Plaea: la palea, con dimensioni ridotte, è un profillo (a volte pubescente) con due venature (oppure senza vene); è inoltre cigliata.
  - Lemma: il lemma ha dei margini solo parzialmente sovrapposti oppure non lo sono (in Nassella il lemma è fortemente contorto e i margini si avvolgono completamente attorno alla pianta e al frutto); l'apice è privo di lobi (o molto piccoli in Jarava), e può avere una corona di ciglia. In alcune specie è pubescente, in altre può essere genicolato. Dimensione dei lemmi: 2 mm.
- I fiori fertili sono attinomorfi formati da 3 verticilli: perianzio ridotto, androceo  e gineceo.

- Formula fiorale:

- , P 2, A (1-)3(-6), G (2–3) supero, cariosside.

- Il perianzio è ridotto e formato da due/tre lodicule, delle squame traslucide, poco visibili (forse relitto di un verticillo di 3 sepali). Le lodicule sono membranose e non vascolarizzate.

- L'androceo è composto da 1/3 stami ognuno con un breve filamento libero, una antera sagittata e due teche. Le antere sono basifisse con deiscenza laterale. Il polline è monoporato.

- Il gineceo è composto da 3-(2) carpelli connati formanti un ovario supero. L'ovario, glabro, ha un solo loculo con un solo ovulo subapicale (o quasi basale). L'ovulo è anfitropo e semianatropo e tenuinucellato o crassinucellato. Lo stilo, breve, è unico con due stigmi papillosi e distinti.

- I frutti sono del tipo cariosside, ossia sono dei piccoli chicchi indeiscenti, con forme ovoidali, nei quali il pericarpo è formato da una sottile parete che circonda il singolo seme. In particolare il pericarpo è fuso al seme ed è aderente. L'endocarpo non è indurito e l'ilo è lungo e lineare. L'embrione piccolo e provvisto di epiblasto ha un solo cotiledone altamente modificato (scutello senza fessura) in posizione laterale. In Nassella l'epiblasto è insolitamente allungato. I margini embrionali della foglia non si sovrappongono.

## Biologia
Come gran parte delle Poaceae, le specie di questo genere si riproducono per impollinazione anemogama. Gli stigmi più o meno piumosi sono una caratteristica importante per catturare meglio il polline aereo. 
La dispersione dei semi avviene inizialmente a opera del vento (dispersione anemocora) e una volta giunti a terra grazie all'azione di insetti come le formiche (mirmecoria).

## Distribuzione e habitat
Tutte le specie di questo gruppo sono relative alle zone del Nuovo Mondo (altrove sono naturalizzate).

## Tassonomia
La famiglia delle Poacee comprende circa 800 generi e oltre 9.000 specie. È una delle famiglie più numerose e più importanti del gruppo delle monocotiledoni. La famiglia è suddivisa in 12 sottofamiglie, questo gruppo fa parte della sottofamiglia Pooideae, tribù Stipeae.

### Filogenesi
Questo clade insieme ad altri 6 cladi forma la tribù Stipeae Dumort.. La tribù fa parte della supertribù Stipodae L. Liu, 1980. La supertribù Stipodae è il quarto nodo della sottofamiglia Pooideae ad essersi evoluto (gli altri tre sono la tribù Brachyelytreae, e le supertribù Nardodae e Melicodae).
Il "Clade IV C" fa parte del "Clade IV", un gruppo formato da tre cladi ("A", "B" e "C"), denominato "Major American Clade" (MAC) ed è relativo a piante distribuite nel Nuovo Mondo. Questo clade è fortemente supportato dalle analisi delle sequenze del DNA dei cloroplastidi ma non dal DNA ribosomiale. Le relazioni all'interno del clade non sono chiare come non lo sono le delimitazioni dei gruppi al suo interno. Una possibilità, in via provvisoria, sarebbe quella di includere tutti i membri del clade in un unico genere di grandi dimensioni. Recenti ricerche hanno individuato, in questo gruppo, due cladi principali: (1) il "Gruppo Eriocoma" e (2) un secondo clade comprendente il "Gruppo Pseudoeriocoma"  e rappresentanti di Jarava, Nassella e Amelichloa.
I due genere Nassella e Amelichloa, in base a dati ancora provvisori, potrebbero formare un "gruppo fratello" o essere nidificati. In tutti i casi Nassella risulta parafiletico.  Analisi filogenetiche sul DNA delle specie di Nassella indicano la presenza di due cladi distinti limitati da altitudini ben definite (uno distribuito in regioni dalle quote elevate dal Messico all'Argentina; l'altro distribuito soprattutto nel Sud America con altitudini generalmente inferiori al primo). La stretta relazione filogenetica dei generi Nassella e Amelichloa è supportata da una sola sinapomorfia morfologica: i margini del lemma sono piatti e fortemente sovrapposti. Anche la monofilia di Jarava è incerta.
In questo gruppo sono presenti le seguenti sinapomorfie (Nassella):
- i margini del lemmi si avvolgono completamente attorno alla pianta e al frutto;
- la palea è ridotta e priva di venature.

I numeri cromosomico per questo gruppo sono: 2n = 28, 34, 36, 40, 42, 64, 70, 82 e 88 (Nassella).
Il cladogramma seguente tratto dallo studio citato e semplificato presenta una possibile struttura evolutiva di questo gruppo.
|  | Jarava sp.2                                             |
|  |                                                         |
|  | \| \| Amelichloa \| \| \| \| \| \| Nassella \| \| \| \| |
|  |                                                         |
|  | Amelichloa                                              |
|  |                                                         |
|  | Nassella                                                |
|  |                                                         |

|  | Amelichloa |
|  |            |
|  | Nassella   |
|  |            |

|  | Jarava sp.2                                             |
|  |                                                         |
|  | \| \| Amelichloa \| \| \| \| \| \| Nassella \| \| \| \| |
|  |                                                         |
|  | Amelichloa                                              |
|  |                                                         |
|  | Nassella                                                |
|  |                                                         |

|  | Amelichloa |
|  |            |
|  | Nassella   |
|  |            |

|  | Jarava sp.2                                             |
|  |                                                         |
|  | \| \| Amelichloa \| \| \| \| \| \| Nassella \| \| \| \| |
|  |                                                         |
|  | Amelichloa                                              |
|  |                                                         |
|  | Nassella                                                |
|  |                                                         |

|  | Amelichloa |
|  |            |
|  | Nassella   |
|  |            |

|  | Jarava sp.2                                             |
|  |                                                         |
|  | \| \| Amelichloa \| \| \| \| \| \| Nassella \| \| \| \| |
|  |                                                         |
|  | Amelichloa                                              |
|  |                                                         |
|  | Nassella                                                |
|  |                                                         |

|  | Amelichloa |
|  |            |
|  | Nassella   |
|  |            |

|  | Jarava sp.2                                             |
|  |                                                         |
|  | \| \| Amelichloa \| \| \| \| \| \| Nassella \| \| \| \| |
|  |                                                         |
|  | Amelichloa                                              |
|  |                                                         |
|  | Nassella                                                |
|  |                                                         |

|  | Amelichloa |
|  |            |
|  | Nassella   |
|  |            |

|  | Jarava sp.2                                             |
|  |                                                         |
|  | \| \| Amelichloa \| \| \| \| \| \| Nassella \| \| \| \| |
|  |                                                         |
|  | Amelichloa                                              |
|  |                                                         |
|  | Nassella                                                |
|  |                                                         |

|  | Amelichloa |
|  |            |
|  | Nassella   |
|  |            |

|  | Jarava sp.2                                             |
|  |                                                         |
|  | \| \| Amelichloa \| \| \| \| \| \| Nassella \| \| \| \| |
|  |                                                         |
|  | Amelichloa                                              |
|  |                                                         |
|  | Nassella                                                |
|  |                                                         |

|  | Amelichloa |
|  |            |
|  | Nassella   |
|  |            |

|  | Jarava sp.2                                             |
|  |                                                         |
|  | \| \| Amelichloa \| \| \| \| \| \| Nassella \| \| \| \| |
|  |                                                         |
|  | Amelichloa                                              |
|  |                                                         |
|  | Nassella                                                |
|  |                                                         |

|  | Amelichloa |
|  |            |
|  | Nassella   |
|  |            |

### Generi del clade
Il clade si compone di 5 generi (e/o gruppi) e circa 186 specie:
| Genere                               | Specie  | Distribuzione e habitat    |
| ------------------------------------ | ------- | -------------------------- |
| Gruppo Eriocoma                      | 29      | Nuovo Mondo                |
| Gruppo Pseudoeriocoma                | Circa 5 | Nuovo Mondo                |
| Amelichloa Arriaga & Barkworth, 2006 | 5       | Messico                    |
| Jarava Ruiz & Pav., 1794             | 9       | Dal Messico al Sud America |
| Nassella (Trin.) E. Desv., 1854      | 117     | Nuovo Mondo                |

Note: i gruppi Eriocoma e Pseudoeriocoma comprendono specie in passato descritte all'interno del genere Acnatherum.

### Specie presenti in Europa
In Europa (e nell'areale del Mediterraneo) di questo gruppo sono presenti le seguenti specie:
- Nassella formicarum (Delile) Barkworth, 1990 - Distribuzione: Francia e Germania
- Nassella mucronata (Kunth) R. W. Pohl, 1990 - Distribuzione: Italia, Francia e Penisola Iberica
- Nassella neesiana (Trin. & Rupr.) Barkworth, 1990 - Distribuzione: Europa occidentale
- Nassella trichotoma (Nees) Arechav., 1896 - Distribuzione: Europa occidentale

Le specie N. trichotoma e N. mucronata sono presenti anche in Italia, ma sono considerate piante esotiche naturalizzate.